# Johann Elert Bode

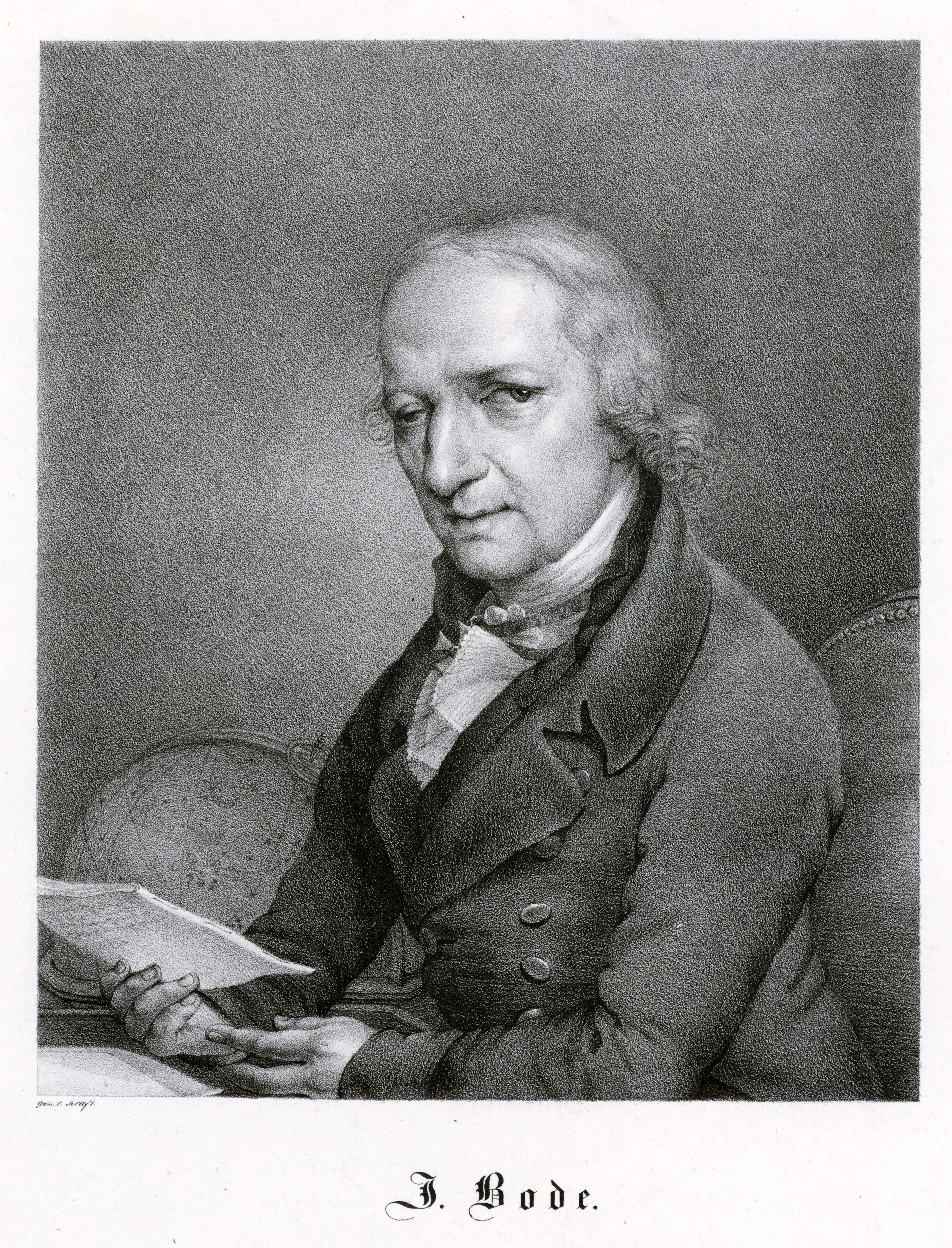
Johann Elert Bode, Kupferstich von Gustav Lüderitz (1824)

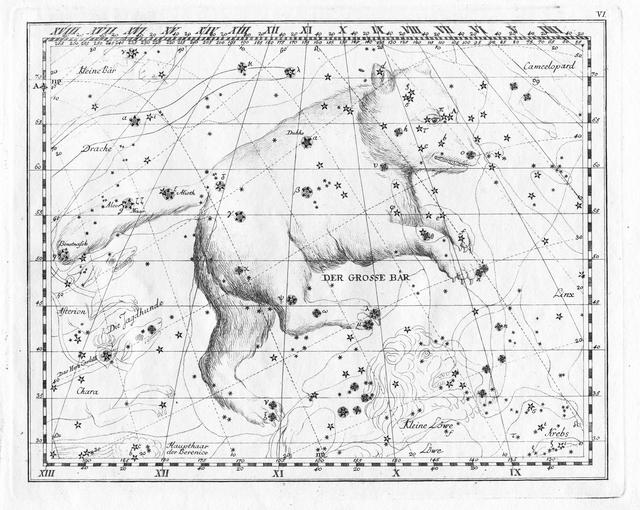
Sternkarte von J. E. Bode von 1782, aus der Vorstellung der Gestirne auf XXXIV Kupfertafeln

Johann Elert Bode (* 19. Januar 1747 in Hamburg; † 23. November 1826 in Berlin) war ein preußischer Astronom.

## Leben und Wirken
Bode war erstes von neun Kindern einer Hamburger Kaufmannsfamilie. Er wuchs in Hamburg auf und erhielt dort seine Ausbildung vorrangig durch seinen Vater. Während seiner Jugendzeit erlitt er eine schwere Erkrankung des rechten Auges, die zu einer starken Sehkraftminderung führte. Im Jahr 1765 wurde er durch den Arzt Heinrich Reimarus mit dem Lehrer für Mathematik Johann Georg Büsch am Akademischen Gymnasium bekannt gemacht, der von Bodes mathematischen Fähigkeiten beeindruckt war. Büsch erlaubte Bode, seine Bibliothek und Geräte seiner Instrumentensammlung zum Selbststudium zu nutzen. 1766, als Bode 19 Jahre alt war, erschien seine erste wissenschaftliche Abhandlung. Sie beschäftigte sich mit der Sonnenfinsternis vom 5. August 1766. Es folgten Arbeiten zum Venustransit vom 3. Juni 1769, sowie die unabhängige Mitentdeckung des Kometen C/1769 P1 (Messier) im Jahr 1769 und die Beobachtung des Kometen D/1770 L1 (Lexell) im Jahr 1770.
Bereits 1774 gab er für 1776 das erste Berliner Astronomische Jahrbuch heraus. Bode veröffentlichte 1772 die von Johann Daniel Titius 1766 entdeckte und nur in einer Fußnote erwähnte empirische Formel – die später so genannte Titius-Bode-Reihe. Nach dieser Regel lassen sich bis hin zum Uranus die ungefähren Abstände der Planetenbahnen von der Sonne darstellen. Am 31. Dezember 1774  entdeckte er die Galaxien Messier 81 und M 82. Er wurde 1786 Direktor des Berliner Observatoriums, das er bis zum Vorjahr seines Todes leitete. Sein Nachfolger wurde Johann Franz Encke.
Bode wurde in der Fachwelt vor allem durch seine Arbeit zur Bahn des 1781 entdeckten Uranus berühmt. Da auch dieser Planet noch mit bloßem Auge sichtbar ist, suchte Bode nach seinen Positionen in alten Sternkatalogen. Tatsächlich gelang es ihm, zahlreiche frühere Positionen zu finden, die erste bereits 1690 im Katalog von John Flamsteed, wo Uranus als Stern namens 34 Tauri registriert ist. Dadurch wurde es möglich, die Planetenbahn viel früher als erwartet mit hoher Genauigkeit zu berechnen. Unstimmigkeiten der so berechneten Positionen mit tatsächlichen Beobachtungen ließen auf einen weiteren äußeren Planeten schließen und führten dann 1846 zur Entdeckung des Neptun. Die Benennung des Uranus geht auf den Vorschlag Bodes zurück, sie wurde spätestens mit der Entdeckung des Neptun allgemein akzeptiert. Zuvor wurde der Planet auch Herschel nach seinem Entdecker Wilhelm Herschel oder, auf dessen Vorschlag hin, Georgium Sidus nach dem britischen König Georg III. genannt.
Bode veröffentlichte neben dem jährlichen Jahrbuch die Anleitung zur Kenntniß des gestirnten Himmels, die die Sternbilder vorstellte und mit mehr als zehn Auflagen nach Maßstäben der damaligen Zeit als Bestseller zu gelten hat, und zwei Atlanten des Himmels.
Der erste, Vorstellung der Gestirne, wandte sich an Amateure und Liebhaber, der zweite, Uranographia, gilt als letztes Meisterwerk der künstlerischen Himmelskartographie.
Am 6. Januar 1779 entdeckte er den nach ihm benannten Kometen C/1779 A1 (Bode). Im August 1798 nahm er am ersten europäischen Astronomenkongresses auf der Seeberg-Sternwarte in Gotha teil, wo er auf Einladung von Franz Xaver von Zach den französischen Mathematiker und Astronom Jérôme Lalande traf.
1785 wurde er korrespondierendes und 1794 Ehrenmitglied der Russischen Akademie der Wissenschaften in Sankt Petersburg. Seit 1786 war er Mitglied der Preußischen Akademie der Wissenschaften und seit Dezember 1805 auswärtiges Mitglied der Königlich Dänischen Akademie der Wissenschaften.
Der Mondkrater Bode und der Kleinplanet (998) Bodea wurden nach Bode benannt.

## Werke

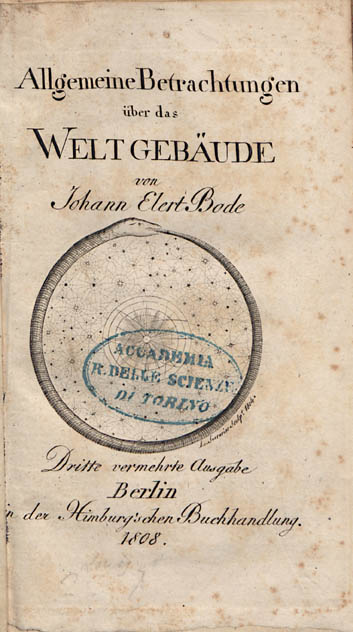
Allgemeine Betrachtungen über das Weltgebäude, 1808

- Anleitung zur Kenntniß des gestirnten Himmels. Harmsen, Hamburg 1768 (7. Auflage 1801).
- Kurzgefaßte Abhandlung von dem im Herbst dieses 1769sten Jahres erschienenen Kometen nebst einem geometrischen Entwurf seiner wahren Laufbahn um die Sonne. Harmsen, Hamburg 1769, urn:nbn:de:gbv:8:2-693192
- Erläuterung der Sternkunde. Himburg, Berlin 1778 (Teil 1, 2. Auflage 1793, Teil 2, 3. Auflage 1808, Digitalisat(Teil 1 und 2, 2. Auflage 1793)).
- Vorstellung der Gestirne auf XXXIV Kupfertafeln. Lange, Berlin/Stralsund 1782, Digitalisat im Internet Archive, Digitalisat.
- Ueber die Entdeckung eines neuen Planeten. 1782, Digitalisat der SUB Göttingen.
- Von dem neu entdeckten Planeten. Berlin, 1784, Digitalisat der SUB Göttingen.
- Anleitung zur allgemeinen Kenntniß der Erdkugel. Himburg, Berlin 1786, Digitalisat; 2., verbesserte Auflage 1803, Digitalisat in der Google-Buchsuche.
- Kurzer Entwurf der astronomischen Wissenschaften. Himburg, Berlin 1794, Digitalisat der SUB Göttingen; neue Auflage 1825, Digitalisat im Internet Archive, Digitalisat der SUB Göttingen.
- Uranographia, sive astrorum descriptio viginti tabulis aeneis incisa ex recentissimis et absolutissimis Astronomorum observationibus. Selbstverlag, Berlin 1801.
- Allgemeine Beschreibung und Nachweisung der Gestirne nebst Verzeichniss der geraden Aufsteigung und Abweichung von 17240 Sternen, Doppelsternen, Nebelflecken und Sternhaufen. Selbstverlag, Berlin 1801, Digitalisat im Internet Archive.
- Von dem neuen, zwischen Mars und Jupiter entdeckten achten Hauptplaneten des Sonnensystems. Himburg, Berlin 1802, Digitalisat.
- Nachtrag zu seiner Anleitung zur Kenntniß des gestirnten Himmels so wie zu dessen Betrachtung der Gestirne und des Weltgebäudes. Nicolai, Berlin 1817, Digitalisat im Internet Archive.